# Glavinitsa
Glavinitsa (Bulgaars: Главиница, Turks: Asvatköy) is een stadje en een gemeente in de Bulgaarse oblast Silistra. Op 31 december 2019 werden er 1.310 inwoners in het stadje geteld, waardoor het een van de kleinere steden in Bulgarije is. Glavinitsa bevindt zich in het zuiden van de historische regio Dobroedzja en ligt 40 km ten zuidwesten van Silistra. De stad ligt 314 km ten noordoosten van de hoofdstad Sofia.

## Geschiedenis
Op 5 september 1984 werd het stadje Glavinitsa uitgeroepen tot een stad.

## Bevolking
In de eerste officiële volkstelling van 1934 registreerde het dorp Glavinitsa 1.160 inwoners. Dit verdubbelde tot een recordhoogte van 2.583 personen in december 1985, kort nadat Glavinitsa een stadsstatus had verkregen. Sinds 1985 heeft de stad echter te kampen met een intensieve bevolkingskrimp. Op 31 december 2019 telde de stad 1.310 inwoners.

### Etniciteit
In de stad Glavinitsa reageerden 1353 van de 1569 inwoners op de optionele volkstelling in 2011. Van deze 1353 respondenten identificeerden 864 zichzelf als etnische Bulgaren (63,9%), gevolgd door 387 Bulgaarse Turken (28,6%) en 96 Roma.
In de gemeente Glavinitsa werden 10.930 inwoners geregistreerd, waarvan 9.848 reageerden op de volkstelling. Zo’n 6.701 personen identificeerden zichzelf als Bulgaarse Turken (68%), gevolgd door 2.880 etnische Bulgaren (29,2%) en 215 Roma (2,2%).

### Religie
Bij de volkstelling van 1 februari 2011 was het invullen van een geloofsovertuiging optioneel. Van de 10.930 mensen die werden geregistreerd bij de volkstelling van 2011 kozen 2.460 personen (22,5%%) ervoor om hun religieuze overtuiging niet te specificeren. Van de 8.470 respondenten verklaarden 5.936 aanhanger van de islam te zijn (70%), gevolgd door aanhangers van de Bulgaars-Orthodoxe Kerk (27%).
|                              | Aantal | Percentage (%) | Percentage (%) |
| 10930                        | Totaal | Respondenten   |                |
| ---------------------------- | ------ | -------------- | -------------- |
| Bulgaars-Orthodoxe Kerk      | 2308   | 21,12          | 27,25          |
| Katholieke Kerk in Bulgarije | 31     | 0,28           | 0,37           |
| Protestantisme               | 15     | 0,14           | 0,18           |
| Islam in Bulgarije           | 5936   | 54,31          | 70,08          |
| Overig                       | 9      | 0,08           | 0,11           |
| Onkerkelijk                  | 30     | 0,27           | 0,35           |
| Onbekend                     | 141    | 1,29           | 1,66           |
| Geen antwoord                | 2460   | 22,51          | -              |

In de gemeente Glavinitsa werden er 5 kerken, 3 kapellen en 17 moskeeën geregistreerd.

## Gemeente Glavinitsa
De gemeente Glavinitsa bestaat uit 1 stad en 22 dorpen.
| - Basjtino - Bogdantsi - Ditsjevo - Dolno Rjachovo - Glavinitsa - Kaloegerene - Kolarovo - Kosara | - Listets - Malak Preslavets - Nozjarevo - Osen - Padina - Podles - Sokol - Stefan Karadzja | - Soechodol - Tsjernogor - Valkan - Zafirovo - Zaritsa - Zebil - Zvenimir |

Bestuurlijk centrum: Silistra
 Alfatar · Doelovo · Glavinitsa · Kaïnardzja · Silistra · Sitovo · Toetrakan
Basjtino - Bogdantsi - Ditsjevo - Dolno Rjachovo - Glavinitsa - Kaloegerene - Kolarovo - Kosara - Listets - Malak Preslavets - Nozjarevo - Osen - Padina - Podles - Sokol - Stefan Karadzja - Soechodol - Tsjernogor - Valkan - Zafirovo - Zaritsa - Zebil - Zvenimir